# Gregorius Bar-Hebraeus
Gregorius Bar-Hebraeus  (aramäisch ܡܪܝ ܓܪܝܓܘܪܝܘܣ ܒܪ ܥܒܪܝܐ) (andere Schreibungen Barhebraeus, Barhebräus, Bar Hebräus, Bar Ebroyo), auch Abū l-Faradsch Ibn al-ʿIbrī (arabisch أبو الفرج ابن العبري, DMG Abū l-Faraǧ Ibn al-ʿIbrī), latinisiert Abulpharagius, Abulfaragius, germanisiert Abulfaradsch; (* 1226 in Malatya; † 30. Juli 1286 in Maragha bei Täbriz in Persien, im Hoflager des Ilchans) war ein Universalgelehrter und 1264–1286 Maphrian des Ostens der Syrisch-Orthodoxen Kirche.

## Leben
Bar Evra'yá (latinisiert Bar-Hebraeus) wurde auf den Namen Johannes getauft. Es wurde früher angenommen, dass dieser Name „Bar-Hebra“, der „Sohn des Hebräers“ bedeutet, ein Hinweis auf seinen jüdischen Hintergrund ist; sein Vater Aharon war ein jüdischer Arzt, der zur Syrisch-Orthodoxen Kirche übergetreten war. Die moderne Wissenschaft hat sich von dieser Behauptung entfernt, weil sie nicht durch andere Tatsachen belegt ist. Andererseits ist es auch ein Hinweis auf den Dorfnamen seiner Vorfahren, „Hebra“. Die Muttersprache von Bar-Hebraeus war das Syrisch-Aramäische, aber er erlernte früh die arabische und die Hochsyrische Sprache, die nur noch in der Literatur und der Liturgie Verwendung fand. Er wuchs in Malatya (Melitene) auf, das zu dieser Zeit zum seldschukischen Sultanat der Rum-Seldschuken gehörte. Die Stadt bzw. das Kloster von St. Barsaumá war damals Residenz des jakobitischen Patriarchen.
Daraufhin widmete er sich theologischen Studien, die er in Antiochien vollendete, wohin sein Vater 1244 vor den Mongolen geflüchtet war. Nach eigenen Angaben beherrschte er auch die griechische Sprache. Er sprach Türkisch, konnte Persisch lesen und kannte zumindest etwas Armenisch.
Nach dem Studium der Medizin und Theologie wurde er im Alter von 20 Jahren in Antiochien Priester, siedelte dann nach Tripolis über, wo er bei nestorianischen Mönchen studierte. Er wurde 1246 durch den syrisch-orthodoxen (jakobitischen) Patriarchen zum Bischof von Guba geweiht und erhielt den Amtsnamen Gregorius. Bald wurde er Bischof von Lakabhin. 1252 nahm er an der Synode im Barsaumá-Kloster teil, auf der nach dem Tod von Patriarch Ignatius III. David (1222–52) der Bischof von Melitene Dionysius Aaron ˁAngur (1253–61) zum neuen Patriarchen gewählt wurde, wobei die Regeln des Kirchenrechtes nicht vollständig eingehalten wurden. Bar-Hebraeus wurde von Dionysios nach Mesopotamien zu seinem Rivalen Johannes XII. bar Madani, dem Primas des Ostens geschickt, der 1256 Patriarch von Aleppo wurde, vermutlich um ihn dazu zu bewegen, die Wahl von Dionysios anzuerkennen, was allerdings ohne Erfolg blieb. Danach reiste Bar-Hebraeus mit seinem Neffen in den Tur Abdin, um Spenden zu sammeln. Danach wurde er nach Damaskus geschickt, um vom dortigen Statthalter die Ernennung des Dionysios bestätigt zu bekommen. Da bekannt wurde, dass er Verbindungen zu den Mongolen unterhielt, gab es Schwierigkeiten, und nur durch die Vermittlung des koptischen Gelehrten Ibn Amid lenkte der Statthalter schließlich ein. Danach wurde Bar-Hebraeus von Dionysios zum Bischof von Aleppo ernannt, aber Johannes XII. bar Madani gab die Stelle einem anderen. Auf einer Synode in Sis (Königreich Kleinarmenien) wurde Johannes als Patriarch bestätigt, und Bar-Hebraeus zog sich mit seinem Vater in das Barsaumá-Kloster zurück.
Als die Mongolen 1258 Bagdad eroberten, stärkte das die Stellung von Dionysios, der gute Beziehungen zum Chan unterhielt. 1259 wurde Dionysios durch den Ilchan Hülegü formell als Patriarch anerkannt. Dionysios war jedoch in seinen Methoden der Geldbeschaffung nicht wählerisch und wurde im Februar 1259 durch einen Diakon, einen Mönch und einen Laien in St. Barsaumá vor dem Altar ermordet. Die Mongolen bestraften den Mord, aber Johannes XII. bar Madani war nun der unbestrittene Patriarch. Er scheint den mongolischen Einflussbereich jedoch vermieden zu haben und blieb bis zu seinem Tod 1263 in Kilikien. Bar-Hebraeus reiste zur Wahl seines Nachfolgers nach Sis. Die Wahl fiel auf den Abt Joschua, der als Ignatius IV. Jeschu am 6. Januar 1264 Patriarch wurde. Bar-Hebraeus wurde am 20. Januar Maphrian, d. h. Oberhaupt des autonom verwalteten Ostteiles des syrisch-orthodoxen Patriarchats Antiochien, ein Amt, das seit 1258 vakant gewesen war. In Anwesenheit von Hethum I., dem König von Armenien, wurde er in der Theotokos-Kirche in Sis geweiht. Der Chan bestätigte ihn im Amt, und Bar-Hebraeus reiste nach Mosul.
Er konnte aber wegen der politischen Unruhen erst 1266 sein Amt in Tagrit am Tigris antreten. Das Amt des Maphrian ist vergleichbar dem heutigen Rang eines Katholikos oder Großerzbischofs.
Seit seinem 20. Lebensjahr war Bar-Hebraeus als Schriftsteller tätig. Er galt unter den syrischen Autoren als der gebildetste, präziseste und der gläubigste Historiker seiner Zeit. Bar-Hebraeus legte in Tikrit eine Bibliothek an.
Ab 1279 lebte er in einem durch ihn in Maragha erbauten Höhlenkloster, das sich etwa 40 m unterhalb des mit einer bedeutenden Bibliothek ausgestatteten Observatoriums seines Freundes Nasir Al-din al-Tusi befand. Die Erlaubnis zum Bau neuer Kirchen hatte der Ilchan Tekuder erteilt, der Sohn der syrisch-orthodoxen Christin Qutai Khatun.
Bar-Hebraeus war auch als Arzt sehr berühmt, sodass der damalige Ilchan (wohl Hülegü, 1263) sich nur von ihm behandeln ließ.
Sein Leben und Werk wurde durch seinen leiblichen Bruder, Maphrian Gregorius III. Barsawmo, beschrieben.

## Werke
Bar-Hebraeus verfasste über 30 Schriften aus den Gebieten Astronomie, Ethik, Grammatik, Kirchenrecht, Mathematik, Medizin, Philosophie und Theologie. Die meisten seiner Werke sind in aramäischer Sprache, die profanwissenschaftlichen Werke, vor allem die Weltgeschichte, in arabischer Sprache verfasst. Bar Hebraeus gilt als letzter Höhepunkt der syrischen Schulgelehrsamkeit.
Bar-Hebraeus schrieb ein Handbuch der Weltgeschichte mit dem Titel „Kompendium der Geschichte der Dynastien“ (Muḫtaṣar Taʾrīḫ ad-duwal) von Anbeginn der Schöpfung bis in das Jahr 1273 n. Chr. Dieses Werk beinhaltet wertvolle Informationen über die Sarazenen, tatarische Mongolen und über die Eroberungen von Dschingis Chan.
Dank Bar-Hebraeus konnte der bis dahin exakteste Abgleich der chronologischen Registrierung der sarazenischen Dynastien durchgeführt werden.
Seine ethischen (von Ethikon, asketisches Lehrbuch) und mystischen Werke reflektieren das Schulwissen seiner Zeit und weisen Parallelen zu al-Ghazālī (hier vor allem Ihya ulum al-din) auf, zeugen jedoch nicht von eigener Praxis. Seine philosophischen Werke stellen, wie die Werke der kontemporären abendländischen Scholastik eine Auseinandersetzung vor allem mit Ibn Sina dar, Beziehungen zu den abendländischen Werken sind nicht vorhanden.

### Eine Auswahl seiner Werke
- Weltgeschichte von Adam bis auf seine Zeit in 3 Teilen, von denen der 1. die politische Geschichte, der 2. und 3. die Kirchengeschichte der Jakobiten und Nestorianer enthält
- Horreum mysteriorum (Schatzhaus der Geheimnisse), Kommentar zur ganzen Bibel, vollendet 1277
- Kethabha dhe-Bhabhatha, ein Werk über Logik und Dialektik
- Hewath Hekmetha, eine Darstellung der Philosophie (Aristoteles)
- Suloqo Hawnonoyo (Aufstieg des Geistes), ein Werk über Astronomie und Kosmographie, herausgegeben und übersetzt von F. Nau (Paris, 1899)
- Verschiedene medizinische Werke
- Kethabha dhe-Zalge (Buch der Strahlen), eine Abhandlung zur syrischen Grammatik
- Kethabha dhe-Thunnaye Mighaizjzikhanl (Buch der Unterhaltungsgeschichten), herausgegeben und übersetzt von E. A. Wallis Budge (London, 1897).
- Makhtbhanuth Zabhne, ein weltliches und kirchliches Geschichtsbuch
- Aucar Raze (Buch der Leitungen), ein Kompendium zur Theologie, Philosophie und Metaphysik.
- Ethikon, ethisch-asketische Schriften
- Kethabha dhe-Jauna (Buch der Taube), ein Werk über Mystik, ed. Gabriel Cardahi (Rom 1898); Engl. Übers. A.J. Wensinck (Leiden, 1919).
- F. S. Marsh (Hrsg.): Book of Hierotheos (English & Syriac): The book which is called the Book of the Holy Hierotheos, with extracts from the prolegomena and commentary of Theodosios of Antioch and from ‘the Book of excerpts’ and other works of Gregory Bar-Hebræus. Gregg, Farnborough 1969.